# El Espino
El Espino là một khu tự quản thuộc tỉnh Boyacá, Colombia. Thủ phủ của khu tự quản El Espino đóng tại El Espino Khu tự quản El Espino có diện tích 238 ki lô mét vuông. Đến thời điểm ngày 28 tháng 5 năm 2005, khu tự quản El Espino có dân số 3478 người.